# Ravda
Ravda (bulgariska: Равда) är ett distrikt och en turistort i Bulgarien. Det ligger i kommunen Nesebăr och regionen Burgas vid svartahavskusten. Efter 1924 bosatte sig bulgariska flyktingar från Egeiska Makedonien i Ravda, de kom huvudsakligen från Koufália och Áthyra, och flera familjer var från Paralímni, Mikró Monastíri, Kastanerí, Rachóna, Krýa Vrýsi, Galatádes och Axós.Orten ligger cirka 3 kilometer från huvudorten Nesebăr. 